# 聖伊薩貝爾 (聖伊薩貝爾區)
聖伊薩貝爾（西班牙語：Santa Isabel），是巴拿馬的城鎮，位於該國中部，由科隆省的聖伊薩貝爾區負責管轄，面積130.8平方公里，海拔高度56米，2010年人口284，人口密度每平方公里2.2人。